# Haplincourt
Haplincourt est une commune française située dans le département du Pas-de-Calais en région Hauts-de-France. Ses habitants sont appelés les Haplincourtois.
La commune fait partie de la communauté de communes du Sud-Artois qui regroupe 64 communes et compte 27 059 habitants en 2021.

## Géographie

### Localisation
Localisée dans l'extrême sud-est du département du Pas-de-Calais, Haplincourt est une commune située, à vol d'oiseau, à 6 km à l'est de la commune de Bapaume (aire d'attraction) et à 24 km au sud-est de la commune d’Arras (chef-lieu d'arrondissement et préfecture du Pas-de-Calais).
Le territoire de la commune est limitrophe de ceux de huit communes.
Les communes limitrophes sont  Bancourt, Barastre, Bertincourt, Beugny, Frémicourt, Lebucquière, Villers-au-Flos et Vélu.

### Géologie et relief
La superficie de la commune est de 5,11 km2 ; son altitude varie de 103  à   128 mètres.

### Hydrographie
La commune est située dans le bassin Artois-Picardie. Elle n'est drainée par aucun cours d'eau,.

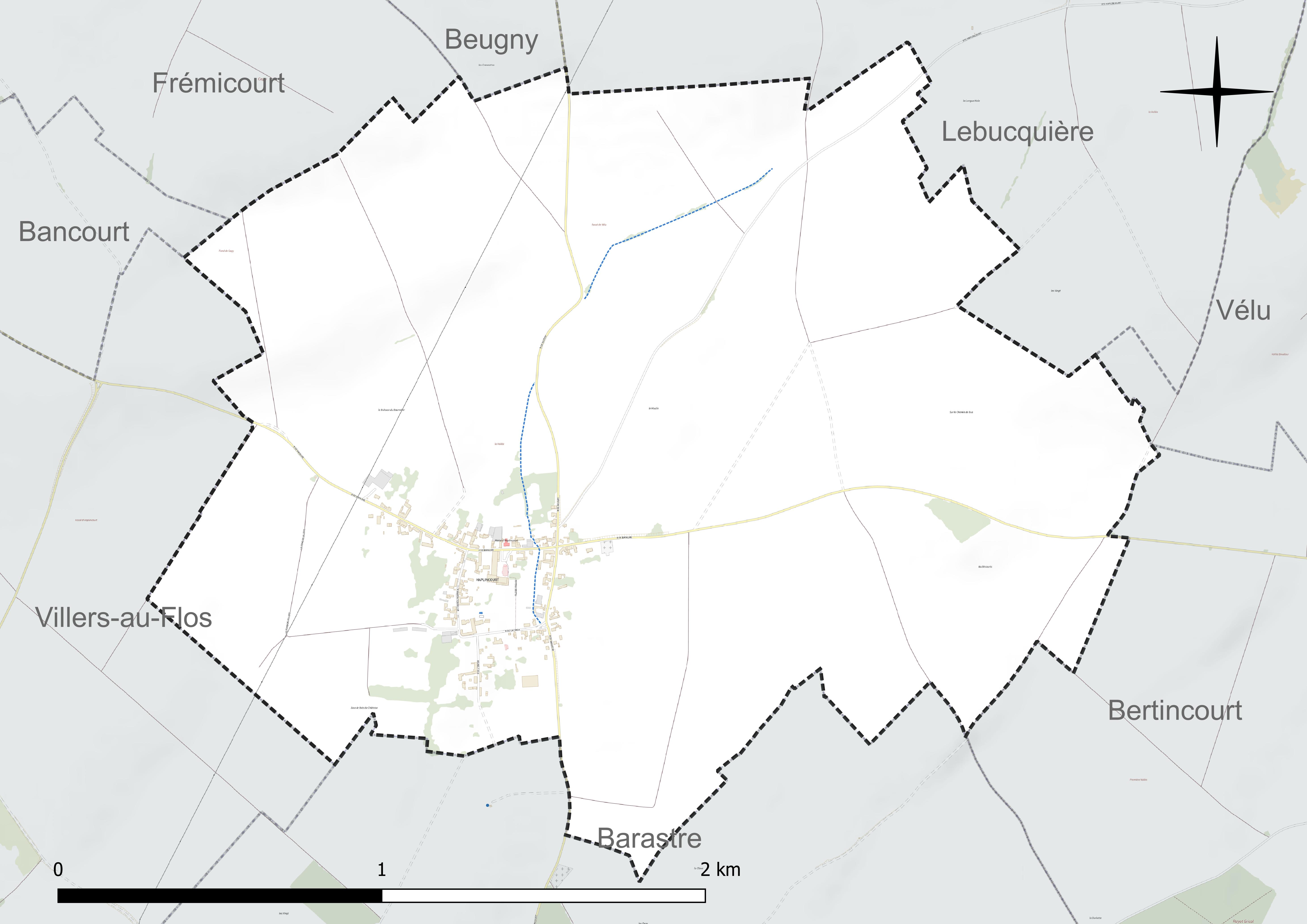
Réseau hydrographique d'Haplincourt.

### Climat
Pour des articles plus généraux, voir Climat des Hauts-de-France et Climat du Pas-de-Calais.
En 2010, le climat de la commune est de type climat océanique dégradé des plaines du Centre et du Nord, selon une étude du CNRS s'appuyant sur une série de données couvrant la période 1971-2000. En 2020, Météo-France publie une typologie des climats de la France métropolitaine dans laquelle la commune est exposée à un climat océanique et est dans la région climatique Nord-est du bassin Parisien, caractérisée par un ensoleillement médiocre, une pluviométrie moyenne régulièrement répartie au cours de l'année et un hiver froid (3 °C).
Pour la période 1971-2000, la température annuelle moyenne est de 10 °C, avec une amplitude thermique annuelle de 14,8 °C. Le cumul annuel moyen de précipitations est de 749 mm, avec 12 jours de précipitations en janvier et 9,1 jours en juillet. Pour la période 1991-2020, la température moyenne annuelle observée sur la station météorologique la plus proche, située sur la commune d'Épehy à 17 km à vol d'oiseau, est de 10,6 °C et le cumul annuel moyen de précipitations est de 752,8 mm,. Pour l'avenir, les paramètres climatiques de la commune estimés pour 2050 selon différents scénarios d'émission de gaz à effet de serre sont consultables sur un site dédié publié par Météo-France en novembre 2022.

### Paysages
Pour un article plus général, voir Paysage en France.
La commune est située dans le paysage régional des grands plateaux artésiens et cambrésiens tel que défini dans l'atlas des paysages de la région Nord-Pas-de-Calais, conçu par la direction régionale de l'Environnement, de l'Aménagement et du Logement (DREAL),. Ce paysage régional, qui concerne 238 communes, est dominé par les « grandes cultures » de céréales et de betteraves industrielles qui représentent 70 % de la surface agricole utilisée (SAU).

### Milieux naturels et biodiversité

#### Espèces faunistiques et floristiques
Le site de l'Inventaire national du patrimoine naturel (INPN) recense plusieurs espèces faunistiques et floristiques sur le territoire de la commune dont certaines sont protégées et d'autres menacées et quasi-menacées.

## Urbanisme

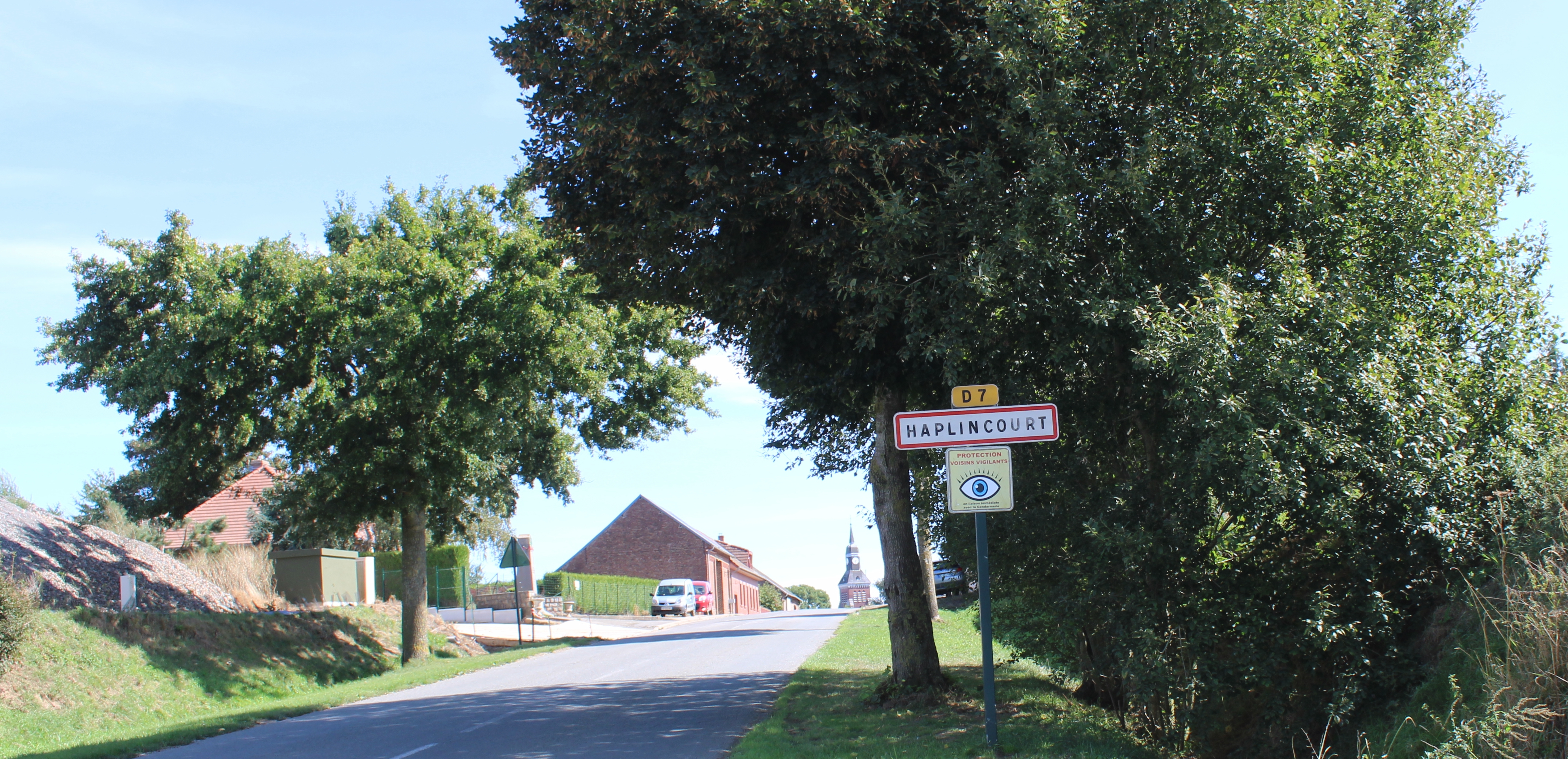
Une entrée du village.

### Typologie
Au 1er janvier 2024, Haplincourt est catégorisée commune rurale à habitat dispersé, selon la nouvelle grille communale de densité à sept niveaux définie par l'Insee en 2022.
Elle est située hors unité urbaine. Par ailleurs la commune fait partie de l'aire d'attraction de Bapaume, dont elle est une commune de la couronne,. Cette aire, qui regroupe 21 communes, est catégorisée dans les aires de moins de 50 000 habitants,.

### Occupation des sols
L'occupation des sols de la commune, telle qu'elle ressort de la base de données européenne d'occupation biophysique des sols Corine Land Cover (CLC), est marquée par l'importance des territoires agricoles (93,4 % en 2018), en diminution par rapport à 1990 (100 %). La répartition détaillée en 2018 est la suivante : 
terres arables (93,4 %), zones urbanisées (6,6 %). L'évolution de l'occupation des sols de la commune et de ses infrastructures peut être observée sur les différentes représentations cartographiques du territoire : la carte de Cassini (XVIIIe siècle), la carte d'état-major (1820-1866) et les cartes ou photos aériennes de l'IGN pour la période actuelle (1950 à aujourd'hui).

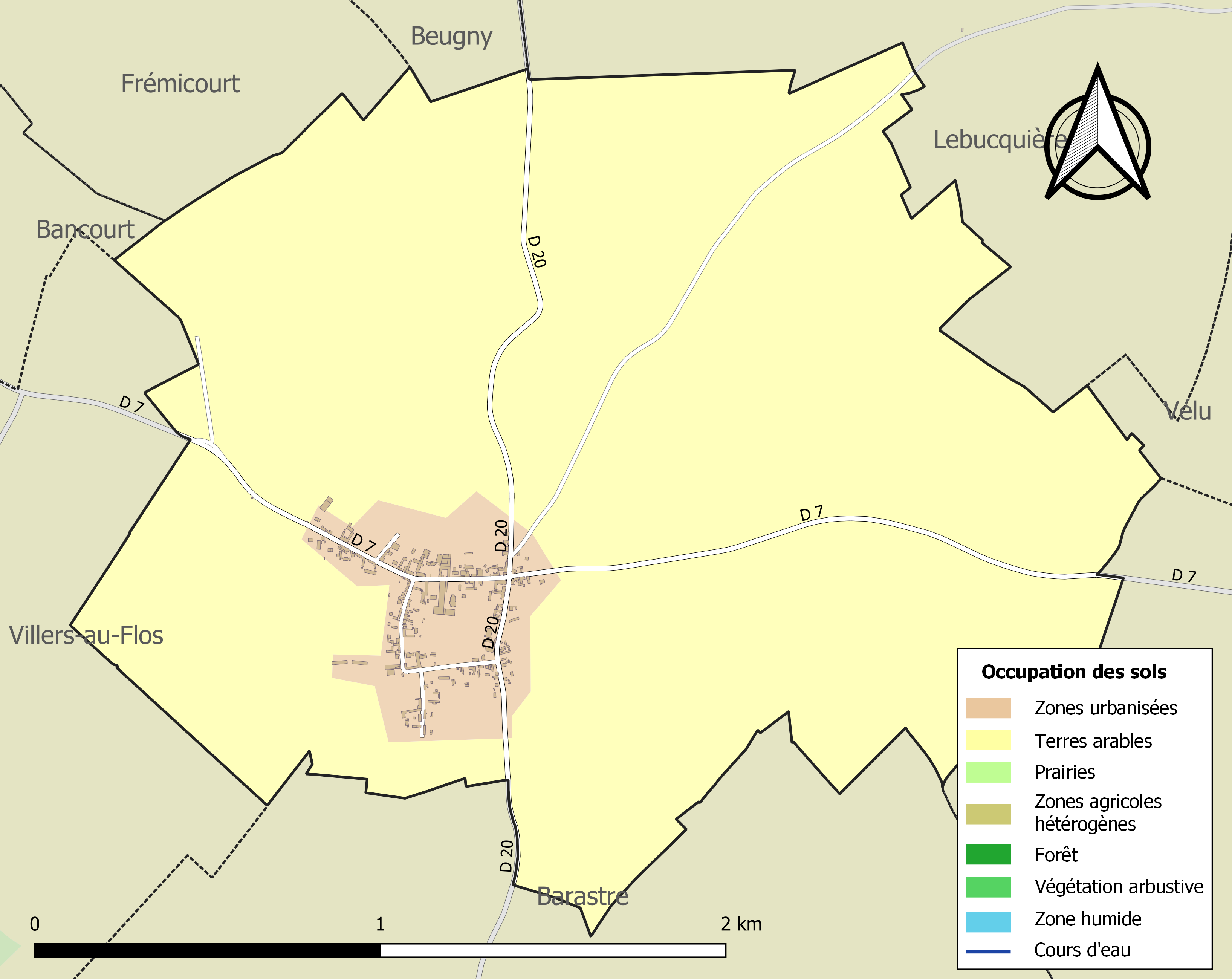
Carte des infrastructures et de l'occupation des sols de la commune en 2018 (CLC).

### Voies de communication et transports

#### Voies de communication
La commune est desservie par les routes départementales D 7, et D 20 et est située à 7 km de la sortie no 14 de l'autoroute A1 reliant Paris à Lille.

#### Transport ferroviaire
La commune se trouve à 27 km à l'ouest de la gare de Cambrai, située sur la ligne de Saint-Just-en-Chaussée à Douai, desservie par des trains TER Hauts-de-France.
La commune était desservie, de 1879 à 1955, par le chemin de fer de Vélu-Bertincourt à Saint-Quentin qui reliait les communes de Vélu - Bertincourt (Pas-de-Calais) et de Saint-Quentin (Aisne) via le département de la (Somme).

## Toponymie

### Attestations anciennes
Le nom de la localité est attesté sous les formes Hapelencurt en 1104 ; Hapelaincourt en 1224 ; Haplaincort au XIIIe siècle ; Hapeleincourt en 1316 ; Happellaincourt en 1323 ; Happlaincourt en 1386 ; Haplaincourt en 1415.

### Étymologie
Ces noms de localités se terminant par -court sont le plus souvent des hameaux ou de petits villages. L'appellatif toponymique -court (français moderne cour) est issu du gallo-roman CORTE qui signifie  domaine. Cet appellatif est généralement précédé d'un nom de personne germanique. Ces formations toponymiques datent du Moyen Âge. Cette façon de nommer les lieux serait liée à l'apport germanique du VIe siècle,. Le premier élément Haplin- s'explique par un nom de personne germanique (Abilinus). Plus certainement le « domaine d'Happilo ».

## Histoire

### Carte de Cassini
|  |

La carte de Cassini ci-contre montre qu'au milieu du XVIIIe siècle, Haplincourt, qui s'écrivait Happlincourt était une paroisse située entre deux vallées.
Au nord-ouest, il existait la Chapelle de Capy, aujourd'hui disparue, dont le nom est évoquée dans le lieu-dit Fond de Capy.
À l'est un moulin à vent en bois aujourd'hui disparu était en activité.

### Première Guerre mondiale
Pendant la Première Guerre mondiale, après la bataille des Frontières du 7 au 24 août 1914, devant les pertes subies, l'État-Major français décide de battre en retraite depuis la Belgique. Dès le 28 août, les Allemands s'emparent du village d'Haplincourt et poursuivent leur route vers l'ouest. Dès lors commença l'occupation allemande.
Des arrêtés de la kommandantur obligeaient, à date fixe, sous la responsabilité du maire et du conseil municipal et sous peine de sanctions, la population à fournir : blé, œufs, lait, viande, légumes destinés à nourrir les soldats du front. Toutes les personnes valides devaient effectuer des travaux agricoles ou d'entretien. Plusieurs hommes valides du village sont déportés en Allemagne en tant que prisonniers de guerre pour servir de main-d'œuvre. Cinq d'entre-eux, dont les noms figurent sur le monument aux morts, y perdront la vie.
En mars 1917, les Allemands décident de se retirer sur la ligne Hindenburg, ligne fortifiée située à une dizaine de kilomètres à l'est devant Cambrai. Avant leur départ, le village est évacué de ses habitants et toutes les constructions (église, mairie, maisons) sont systématiquement dynamitées, tous les arbres sont coupés et les puits pollués avec du fumier.
Les troupes britanniques prennent alors possessions des ruines. Haplincourt repassera aux mains des Allemands en mars 1918 lors de l'offensive du Kaiser jusqu'au 29 août 1918, date à laquelle le village sera définitivement repris par les troupes du Commonwealth après de violents combats, attestés par la présence de nombreux cimetières britanniques ou allemands dans le secteur.
Après l'armistice, les habitants reviennent peu à peu au village. Alors commença une longue période de reconstruction.
Sur le monument aux morts sont inscrits les noms des 13 soldats de la commune morts au Champ d'honneur.
Vu les souffrances endurées par la population pendant les quatre années d'occupation et les dégâts aux constructions, la commune s'est vu décerner la croix de guerre 1914-1918 le 23 novembre 1920, distinction également attribuée à 276 autres communes du Pas-de-Calais.

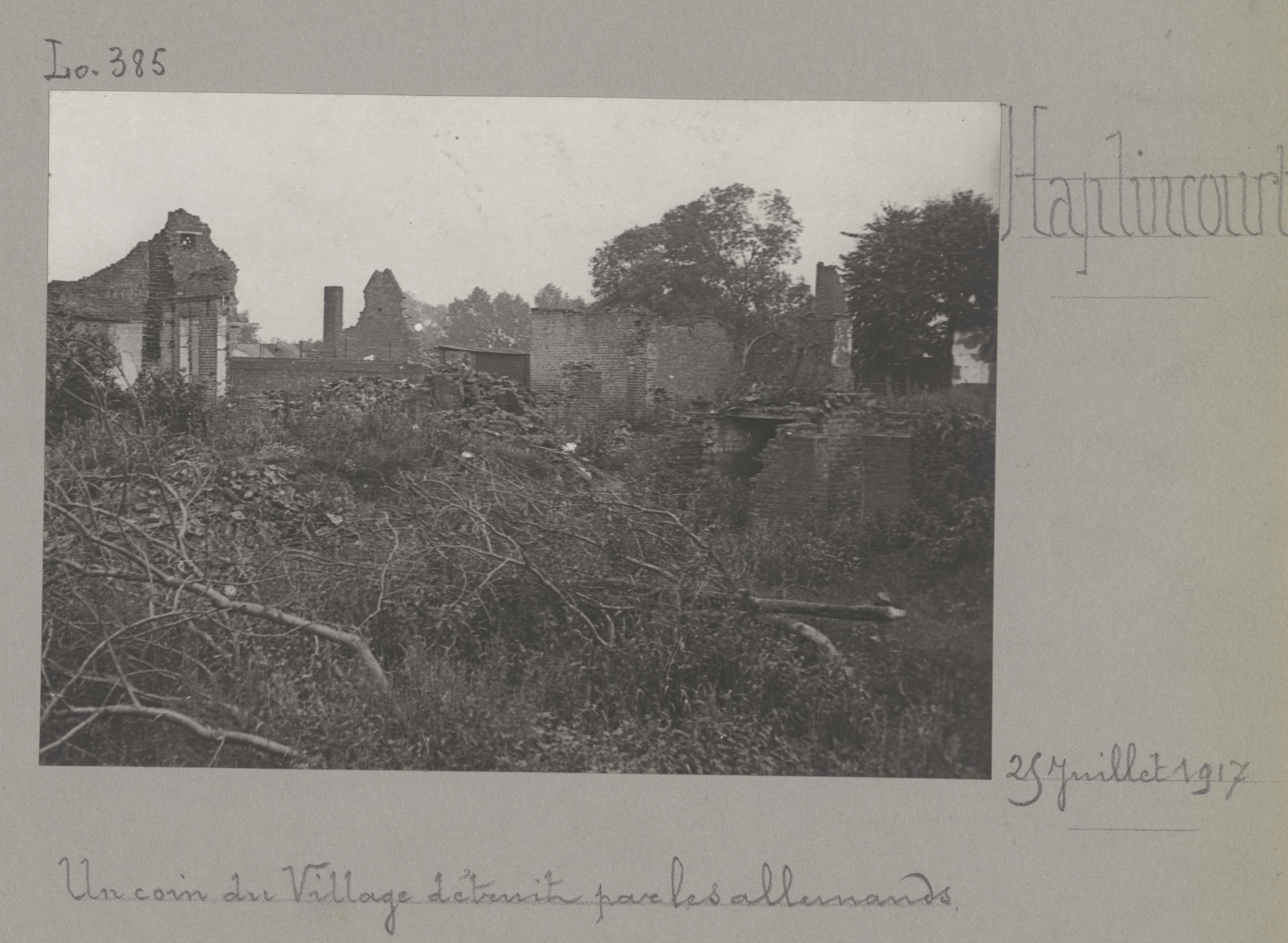
Ruines du village en 1917.
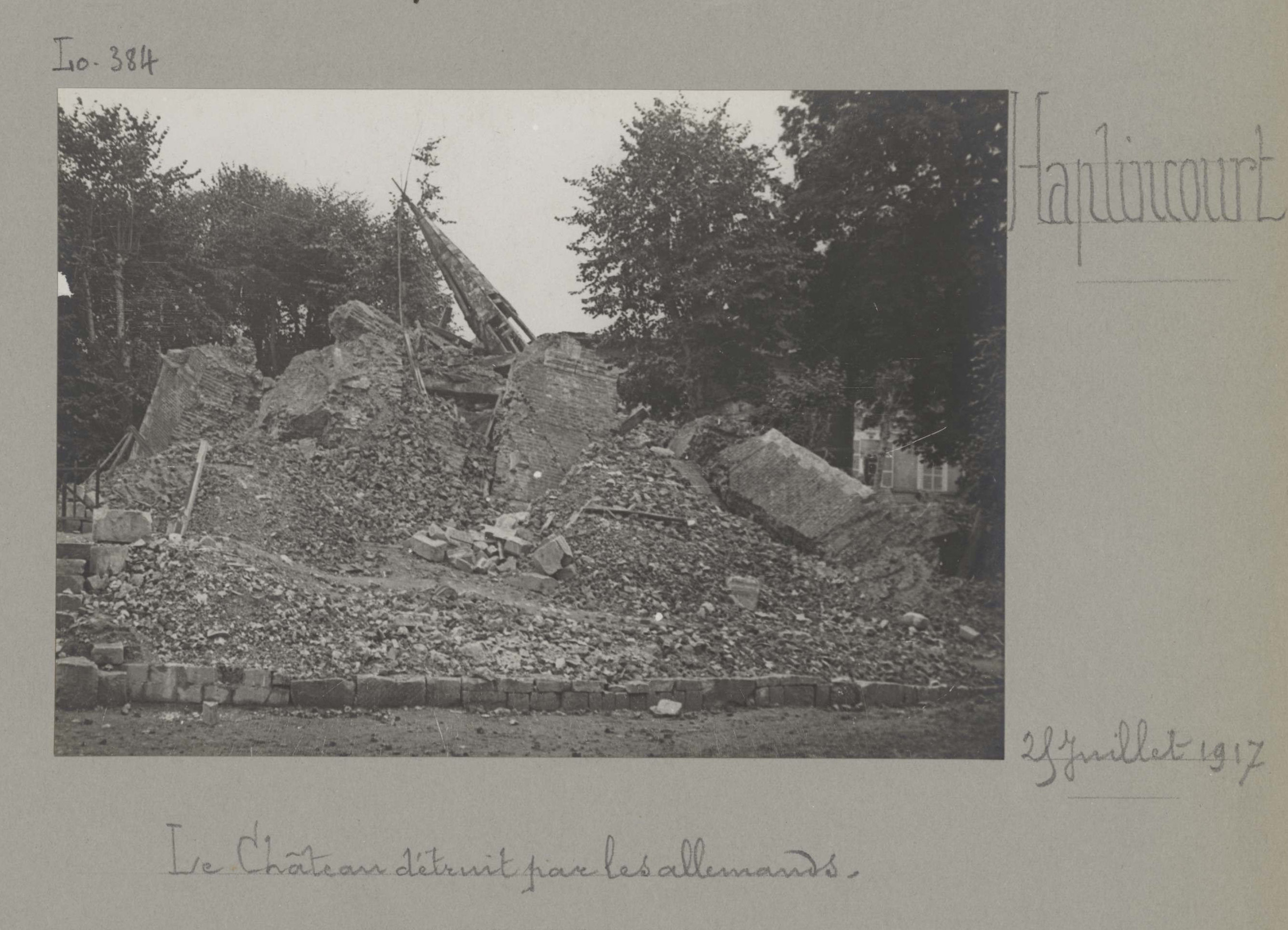
Ruines du château en 1917.
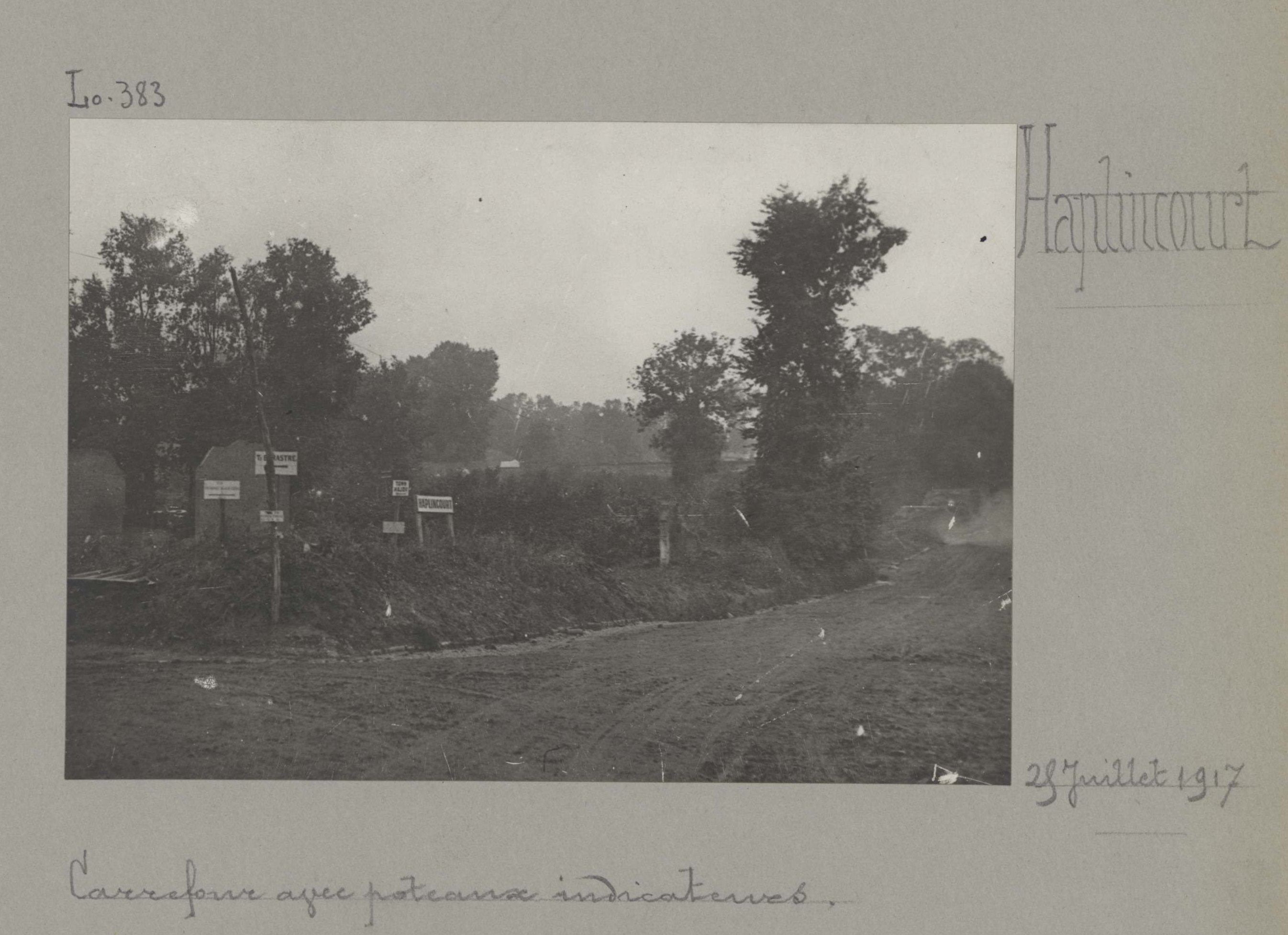
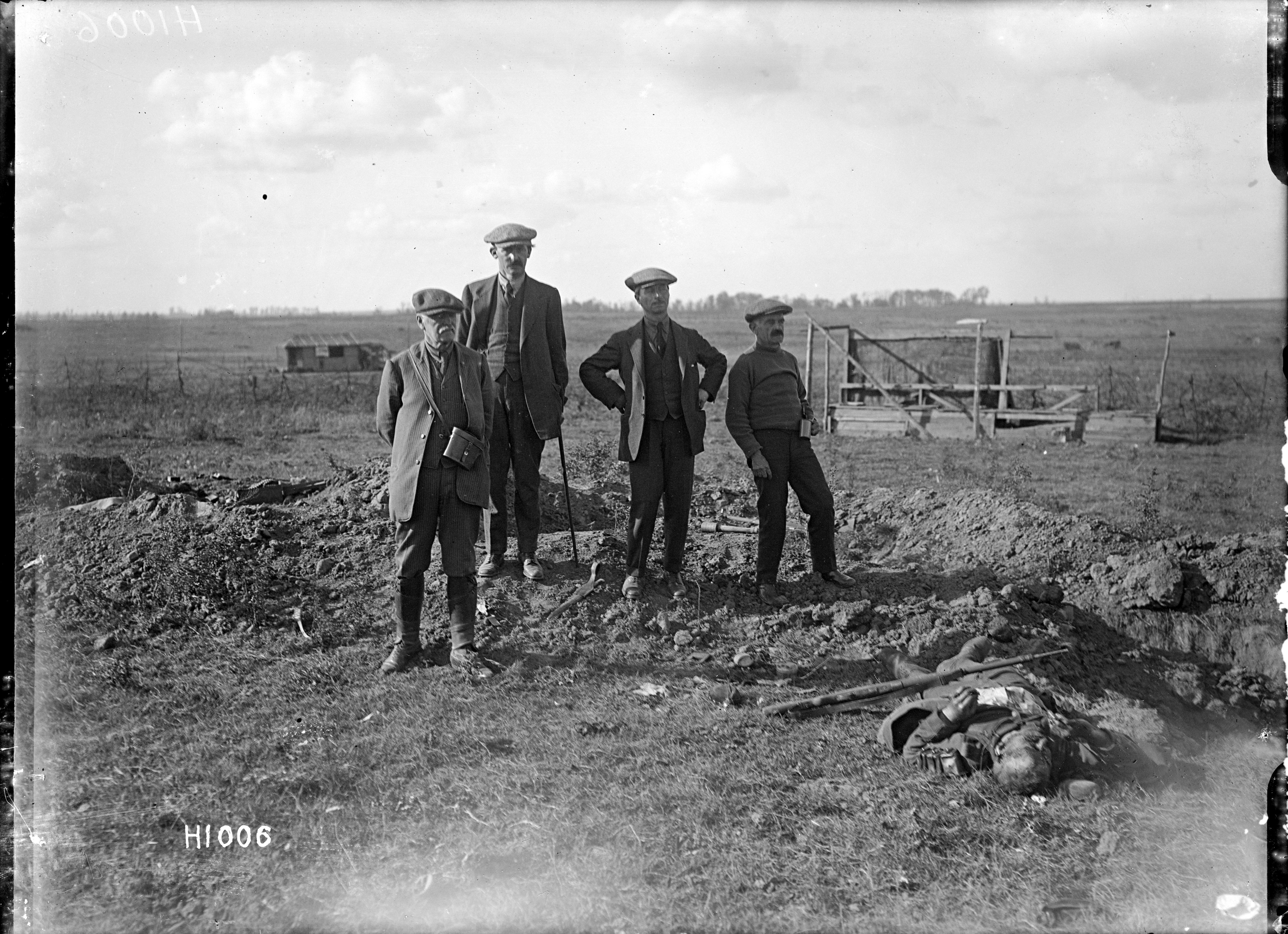
Journalistes néo-zélandais sur le front à Haplincourt en août 1918.
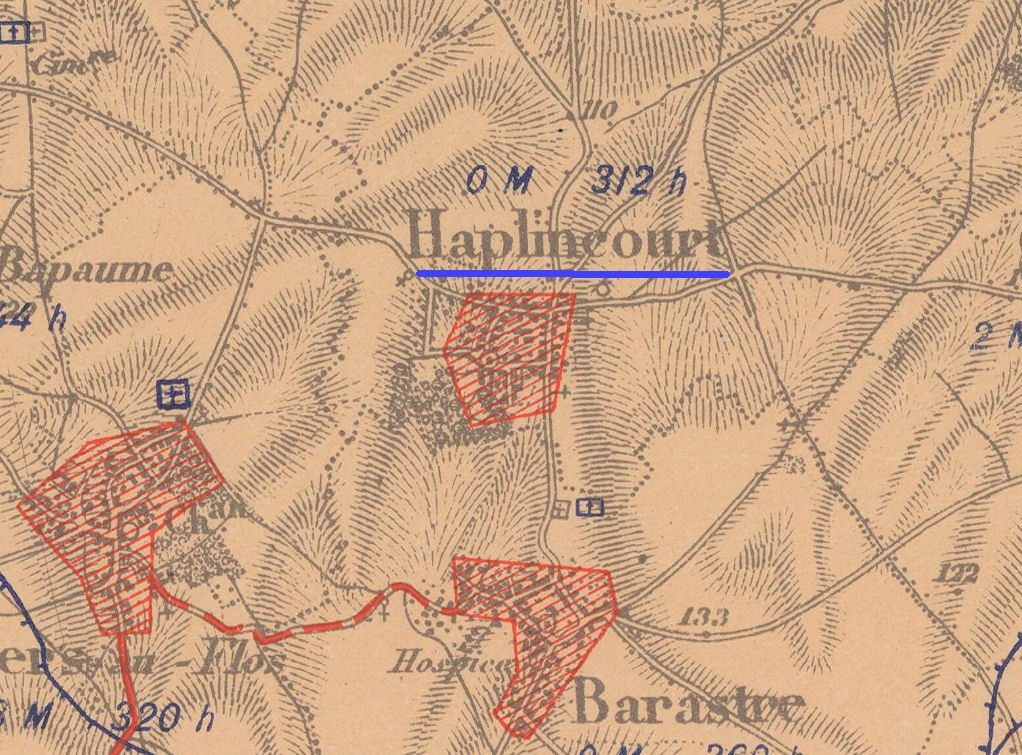
La carte des régions dévastées de 1920 montre que le village  a été complètement détruit.

## Politique et administration

### Découpage territorial
La commune se trouve dans l'arrondissement d'Arras du département du Pas-de-Calais, depuis 1801.

#### Commune et intercommunalités
La commune est membre de la communauté de communes du Sud-Artois.

#### Circonscriptions administratives
La commune est rattachée au canton de Bapaume. Avant le redécoupage cantonal de 2014, elle était, depuis 1801, rattachée au canton de Bertincourt.

#### Circonscriptions électorales
Pour l'élection des députés, la commune fait partie de la première circonscription du Pas-de-Calais.

### Élections municipales et communautaires

#### Liste des maires
| Période                                  | Période                    | Identité        | Étiquette | Qualité                                     |
| ---------------------------------------- | -------------------------- | --------------- | --------- | ------------------------------------------- |
| Les données manquantes sont à compléter. |                            |                 |           |                                             |
| avant 1951                               | ?                          | René Frassaint  | RPF       | Fermier                                     |
| mars 2001                                | 2014                       | Philippe Fatien |           |                                             |
| avril 2014                               | En cours (au 17 mars 2022) | Michel Flahaut  | PS        | Technicien, Réélu pour le mandat 2020-2026, |

## Équipements et services publics

### Enseignement
La commune est située dans l'académie de Lille et dépend, pour les vacances scolaires, de la zone B.

### Justice, sécurité, secours et défense
La commune dépend du tribunal judiciaire d'Arras, du conseil de prud'hommes d'Arras, de la cour d'appel de Douai, du tribunal de commerce d'Arras, du tribunal administratif de Lille, de la cour administrative d'appel de Douai, du pôle nationalité du tribunal judiciaire d'Arras et du tribunal pour enfants d'Arras.

## Population et société

### Démographie
Les habitants de la commune sont appelés les Haplincourtois.

#### Évolution démographique
L'évolution du nombre d'habitants est connue à travers les recensements de la population effectués dans la commune depuis 1793. Pour les communes de moins de 10 000 habitants, une enquête de recensement portant sur toute la population est réalisée tous les cinq ans, les populations de référence des années intermédiaires étant quant à elles estimées par interpolation ou extrapolation. Pour la commune, le premier recensement exhaustif entrant dans le cadre du nouveau dispositif a été réalisé en 2006.

En 2022, la commune comptait 191 habitants, en évolution de +2,69 % par rapport à 2016 (Pas-de-Calais : −0,72 %, France hors Mayotte : +2,11 %).
| 1793 | 1800 | 1806 | 1821 | 1831 | 1836 | 1841 | 1846 | 1851 |
| ---- | ---- | ---- | ---- | ---- | ---- | ---- | ---- | ---- |
| 394  | 406  | 447  | 447  | 545  | 560  | 549  | 567  | 522  |

| 1856 | 1861 | 1866 | 1872 | 1876 | 1881 | 1886 | 1891 | 1896 |
| ---- | ---- | ---- | ---- | ---- | ---- | ---- | ---- | ---- |
| 540  | 543  | 548  | 548  | 572  | 535  | 520  | 524  | 523  |

| 1901 | 1906 | 1911 | 1921 | 1926 | 1931 | 1936 | 1946 | 1954 |
| ---- | ---- | ---- | ---- | ---- | ---- | ---- | ---- | ---- |
| 506  | 450  | 396  | 337  | 288  | 282  | 281  | 260  | 253  |

| 1962 | 1968 | 1975 | 1982 | 1990 | 1999 | 2006 | 2011 | 2016 |
| ---- | ---- | ---- | ---- | ---- | ---- | ---- | ---- | ---- |
| 249  | 227  | 187  | 184  | 180  | 210  | 200  | 184  | 186  |

| 2021 | 2022 | - | - | - | - | - | - | - |
| ---- | ---- | - | - | - | - | - | - | - |
| 188  | 191  | - | - | - | - | - | - | - |

#### Pyramide des âges
La population de la commune est relativement jeune.
En 2018, le taux de personnes d'un âge inférieur à 30 ans s'élève à 36,1 %, soit en dessous de la moyenne départementale (36,7 %). À l'inverse, le taux de personnes d'âge supérieur à 60 ans est de 29,5 % la même année, alors qu'il est de 24,9 % au niveau départemental.
En 2018, la commune comptait 85 hommes pour 97 femmes, soit un taux de 53,30 % de femmes, légèrement supérieur au taux départemental (51,50 %).
Les pyramides des âges de la commune et du département s'établissent comme suit.
| Hommes | Classe d’âge | Femmes |
| ------ | ------------ | ------ |
| 1,1    | 90 ou +      | 2,0    |
| 6,9    | 75-89 ans    | 16,2   |
| 16,1   | 60-74 ans    | 16,2   |
| 18,4   | 45-59 ans    | 18,2   |
| 17,2   | 30-44 ans    | 15,2   |
| 20,7   | 15-29 ans    | 21,2   |
| 19,5   | 0-14 ans     | 11,1   |

| Hommes | Classe d’âge | Femmes |
| ------ | ------------ | ------ |
| 0,5    | 90 ou +      | 1,6    |
| 5,6    | 75-89 ans    | 8,9    |
| 16,7   | 60-74 ans    | 18,1   |
| 20,2   | 45-59 ans    | 19,2   |
| 18,9   | 30-44 ans    | 18,1   |
| 18,2   | 15-29 ans    | 16,2   |
| 19,9   | 0-14 ans     | 17,9   |

## Culture locale et patrimoine

### Lieux et monuments
- L'église Saint-Nicolas, détruite pendant la Première Guerre mondiale[38].
- La chapelle Ave-Maria[38].
- La chapelle funéraire des barons de Wasservas et du Quesnoy[38].
- Le monument aux morts[39].

L'église Saint-Nicolas
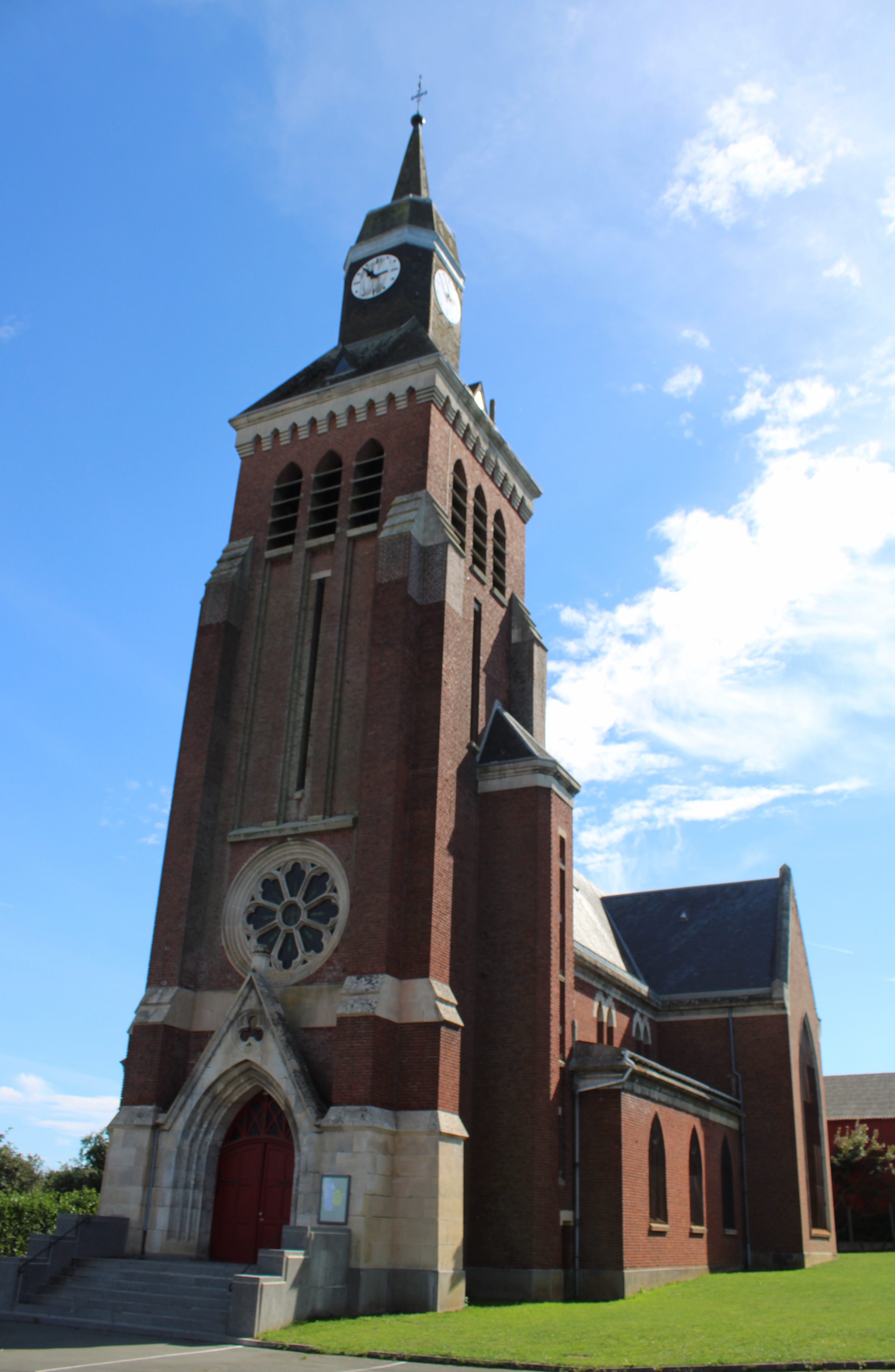
Une vue de l'église.
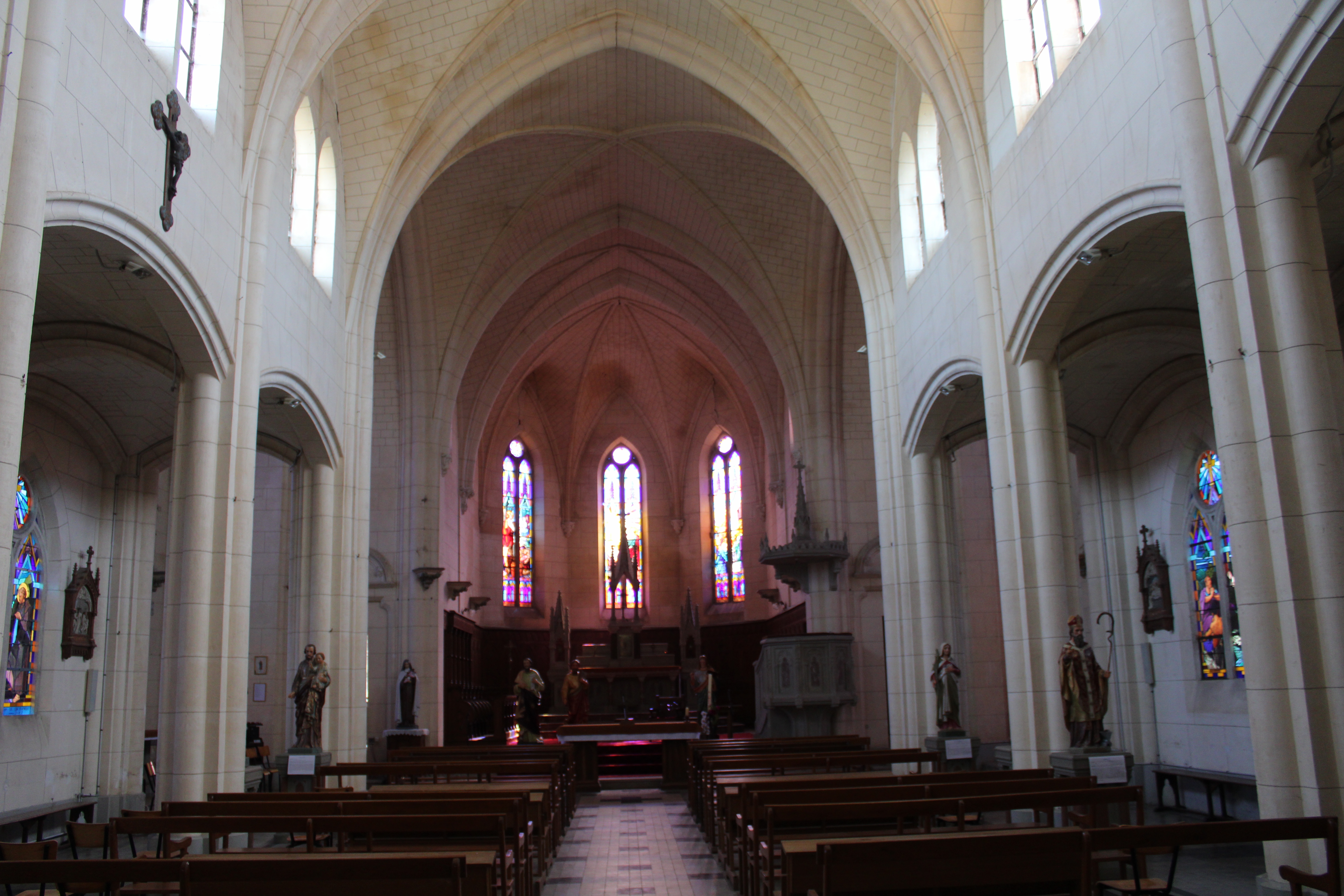
La nef.
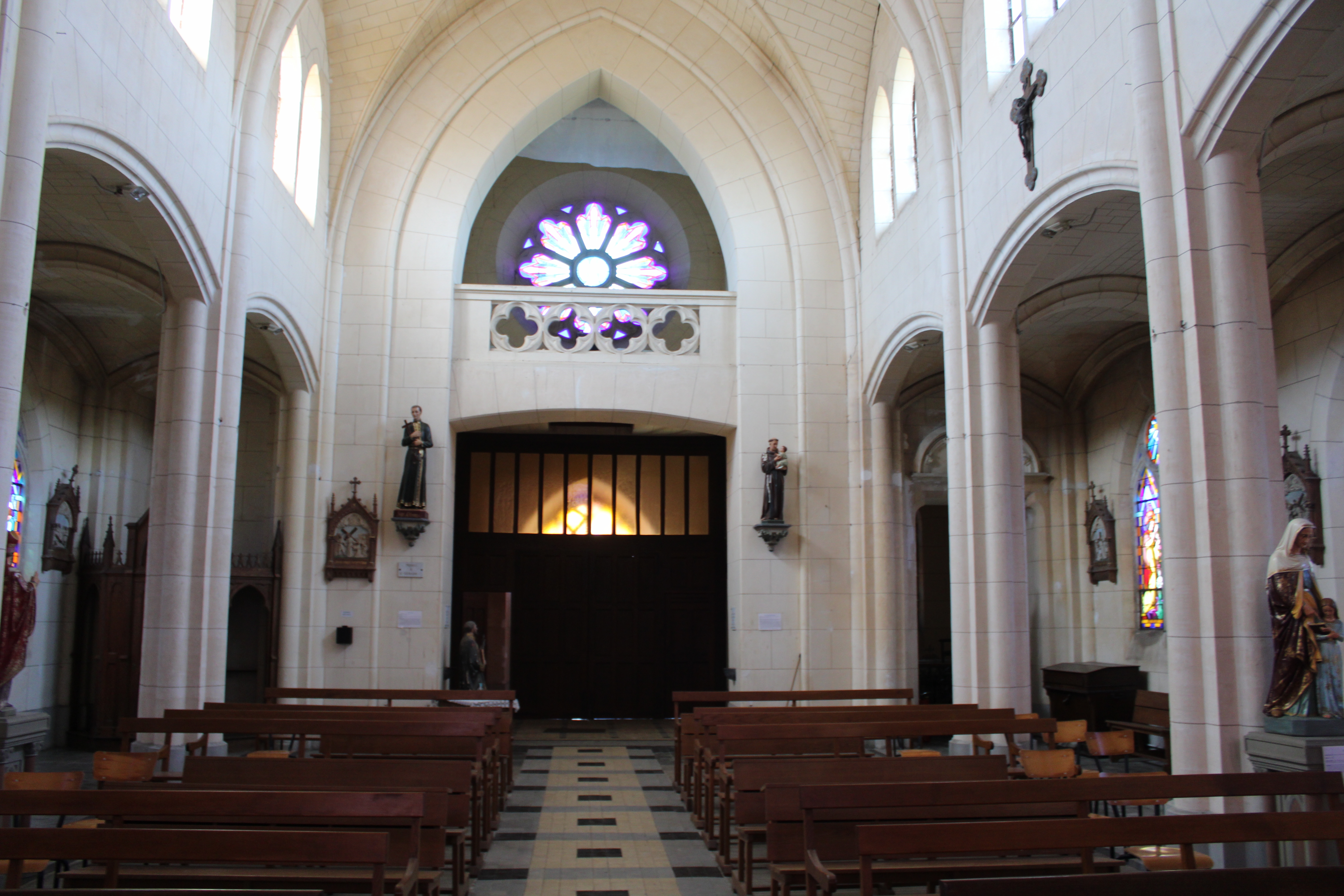
La nef côté portail.
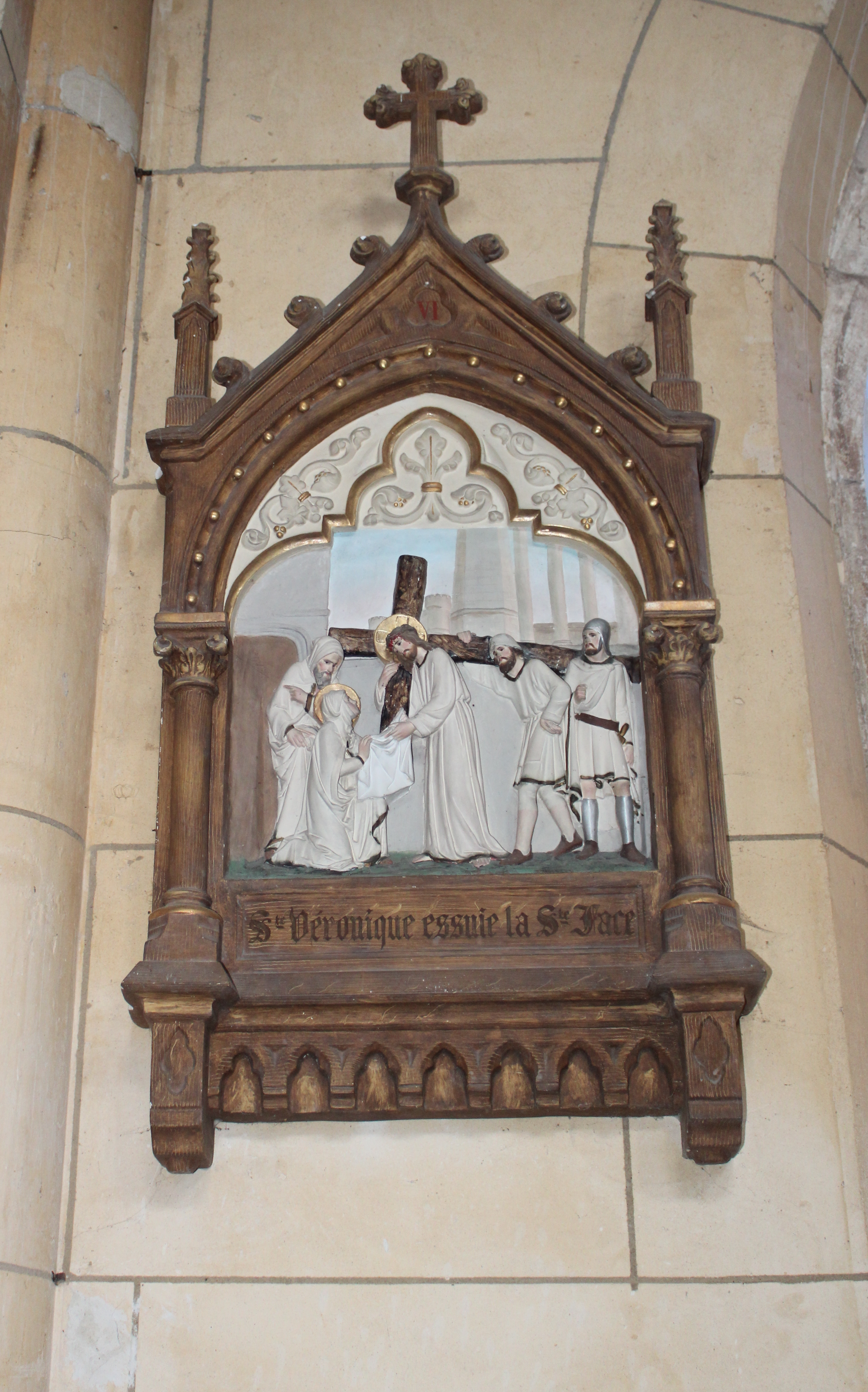
Le chemin de croix, station VI.
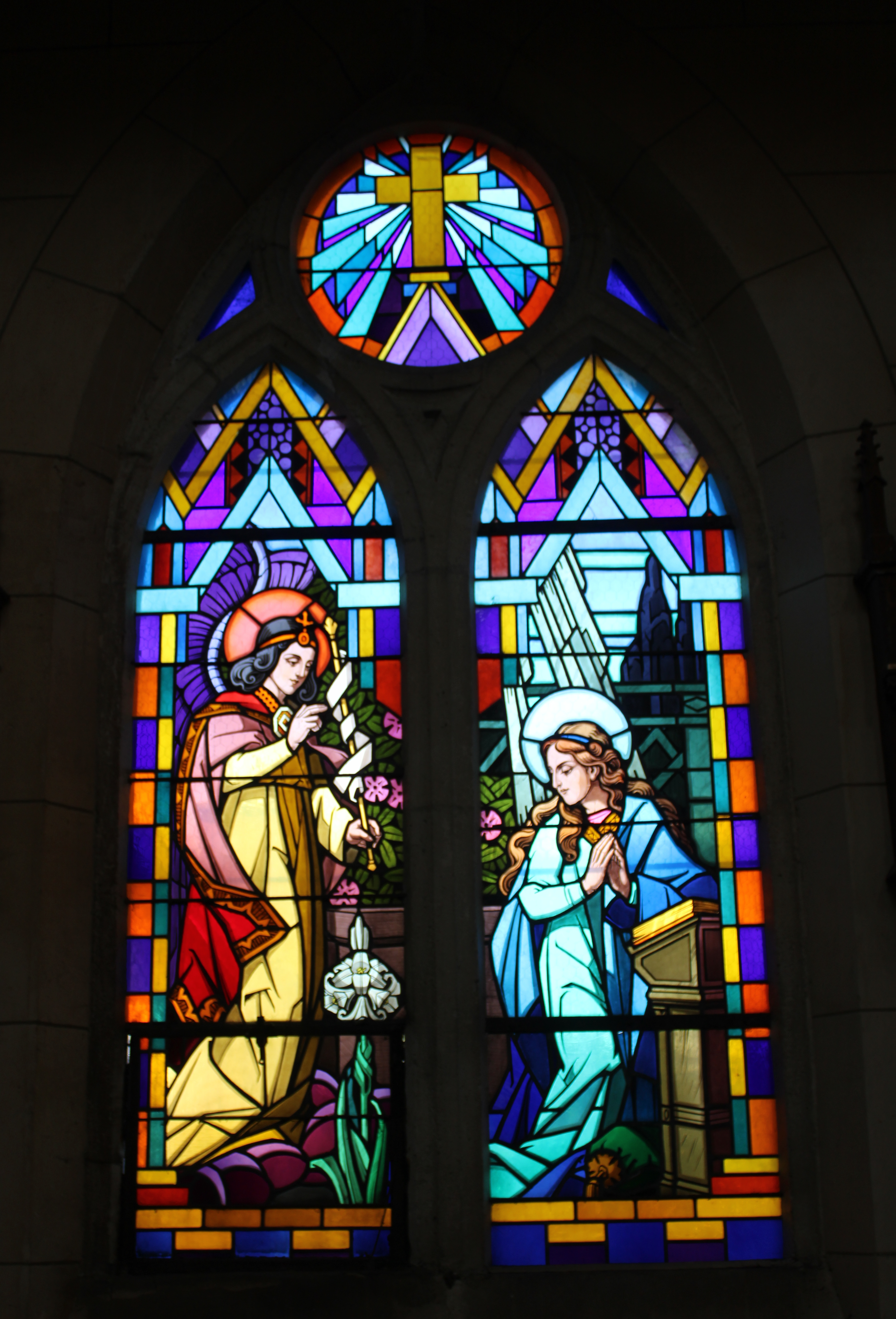
Un des nombreux vitraux de l'église.
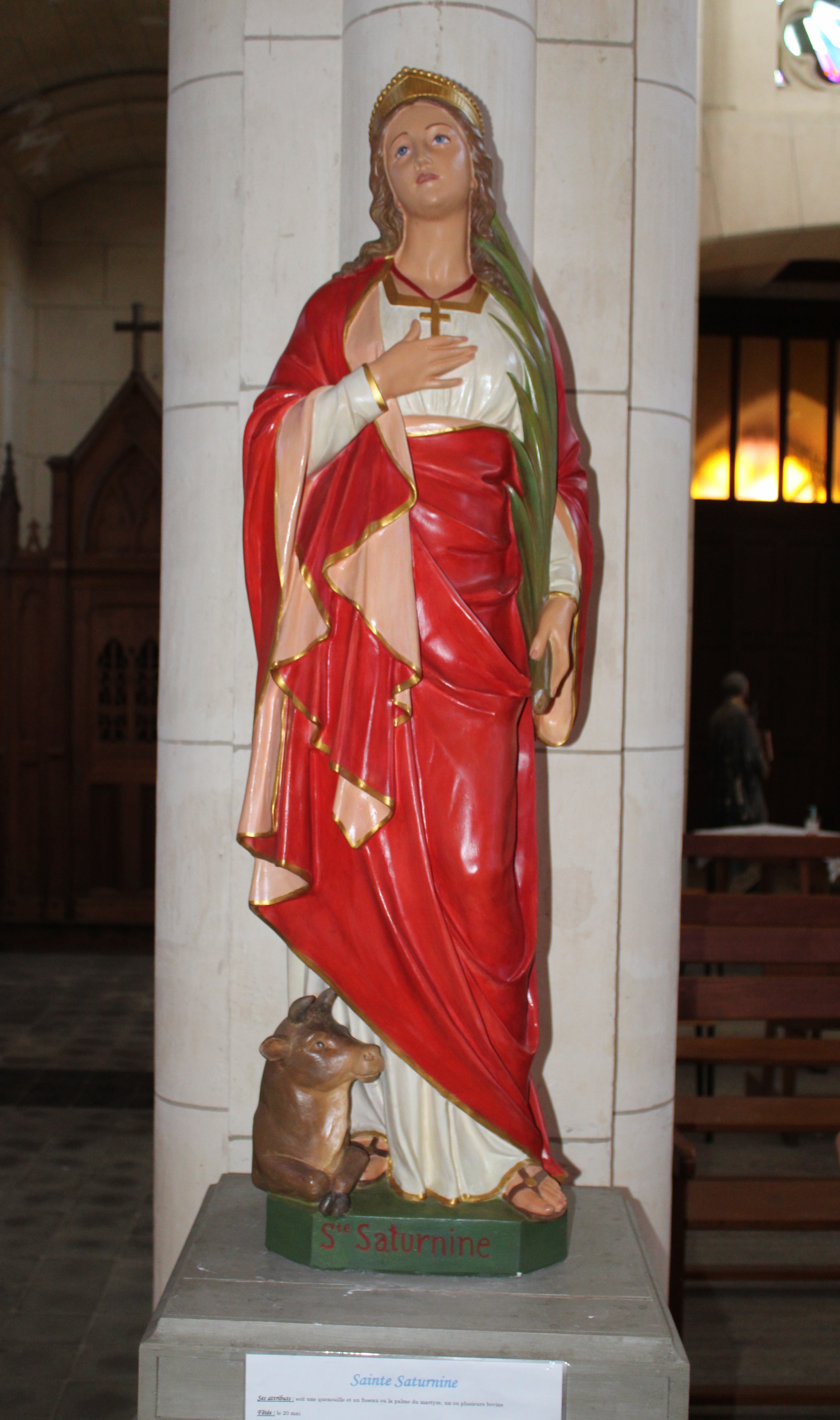
Sainte-Saturnine.

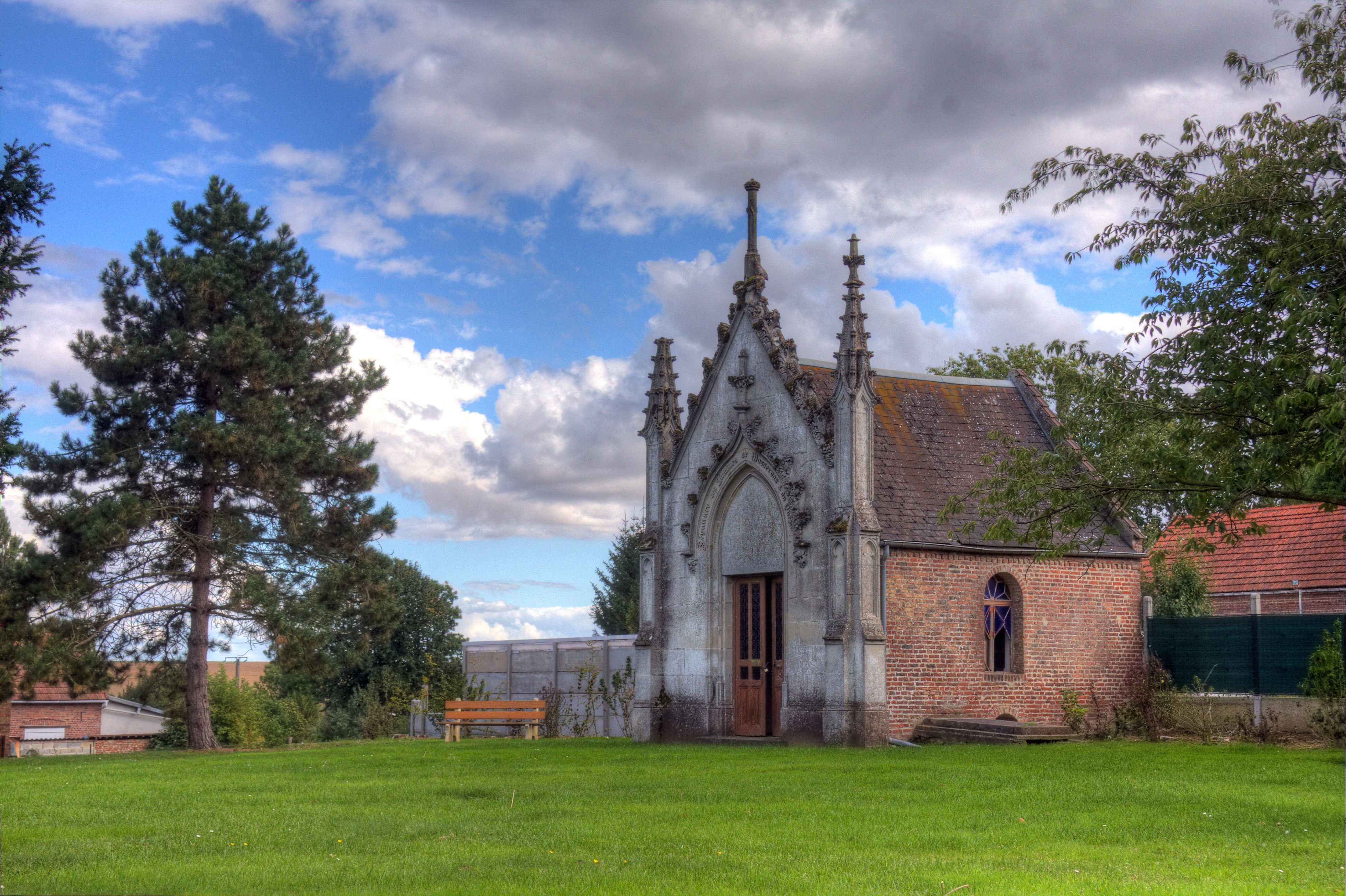
La chapelle Ave-Maria.
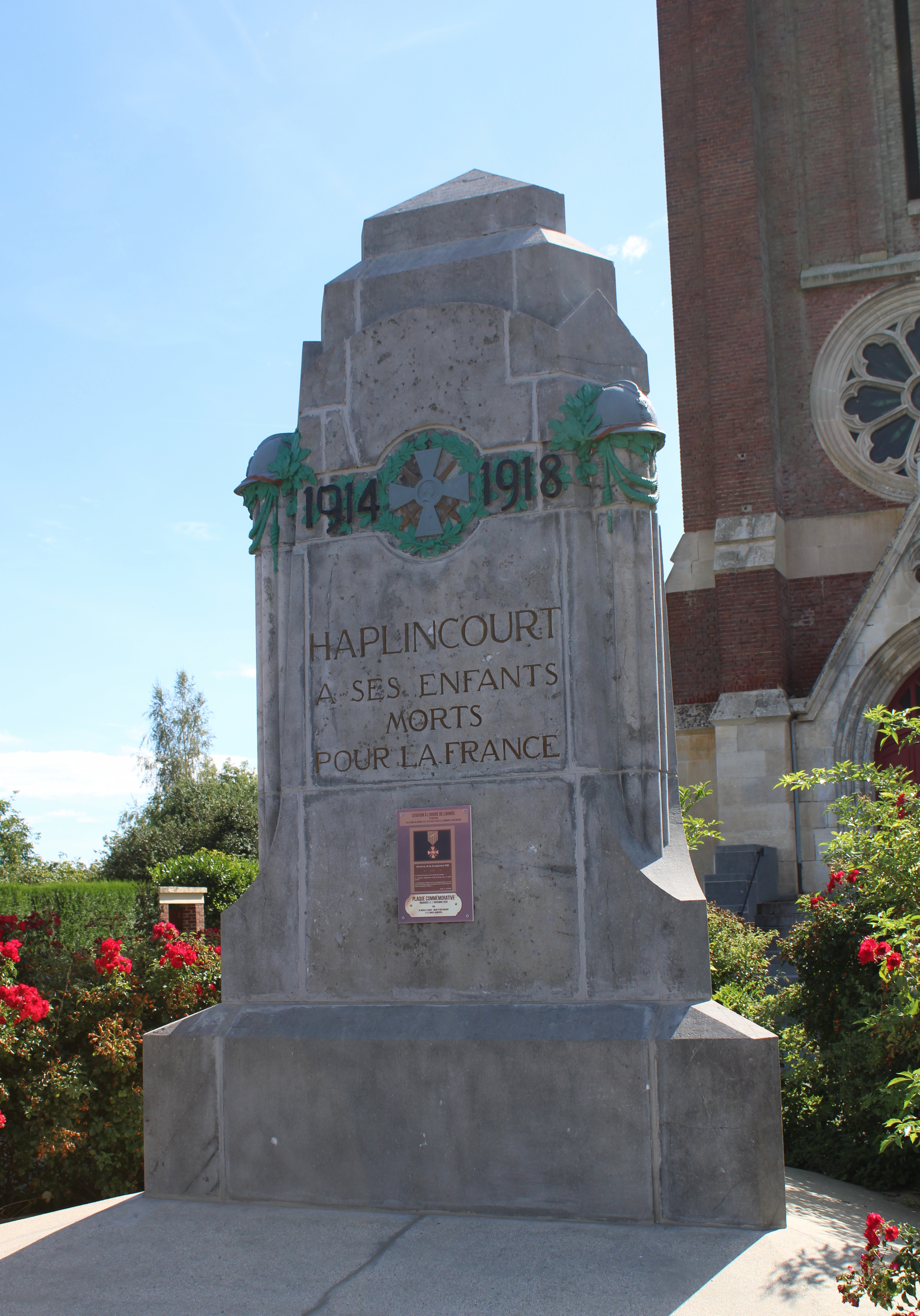
Le monument aux morts.
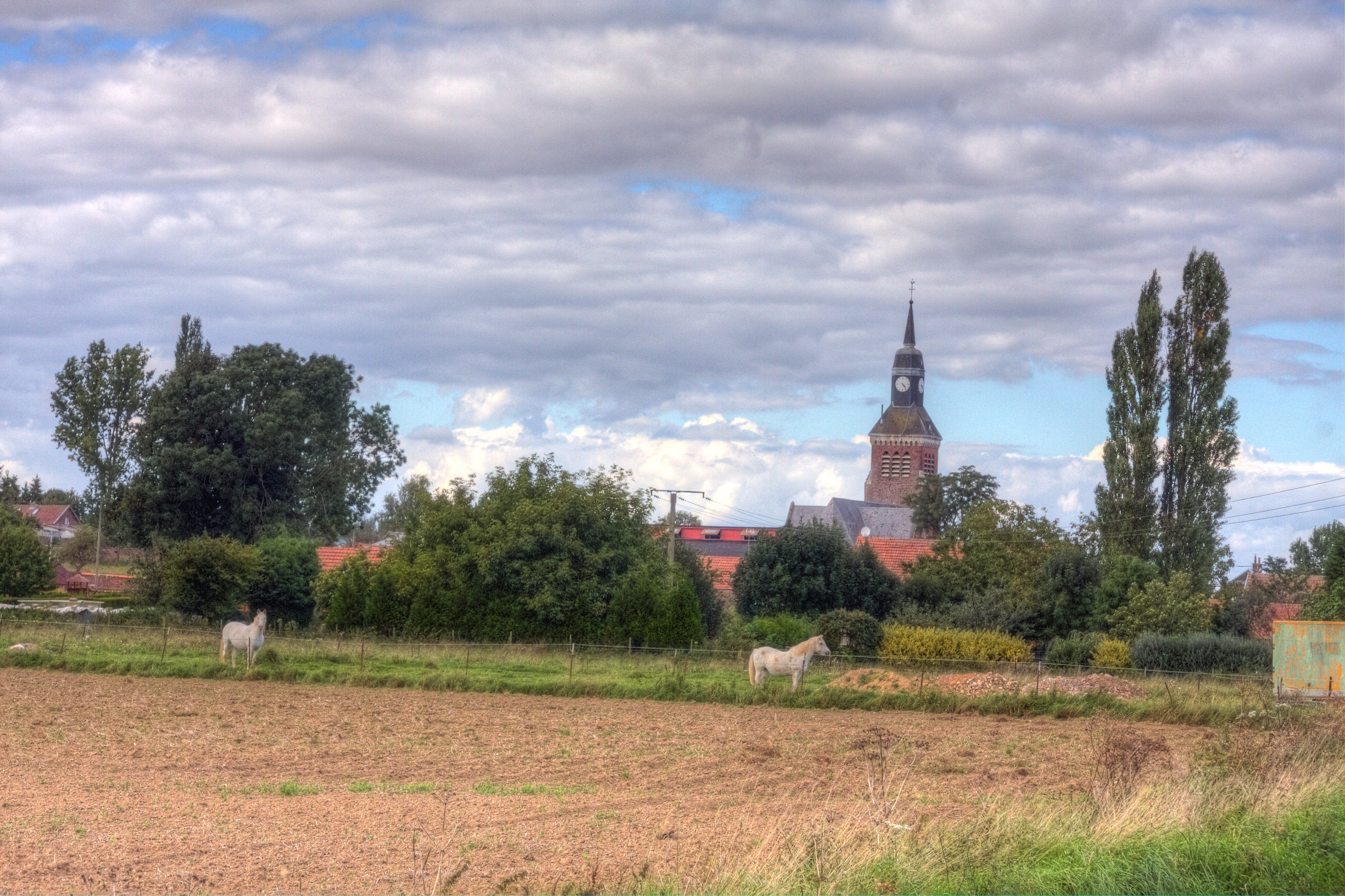
Une vue générale du bourg.

### Héraldique, logotype et devise
| Blason de Haplincourt | Blason  | D'argent à la croix ancrée de sinople chargée en cœur d'une molette d'or. Ornements extérieursCroix de guerre 1914-1918 |
| Blason de Haplincourt | Détails | Le statut officiel du blason reste à déterminer.                                                                        |

## Pour approfondir